# Money Monster
Money Monster is een Amerikaanse film uit 2016, geregisseerd door Jodie Foster. De film ging op 12 mei in première op het filmfestival van Cannes (buiten competitie).

## Verhaal
Televisiepersoonlijkheid en financieel adviseur Lee Gates geeft beursadvies in zijn televisieshow "Money Monster". Op een dag wordt hij en zijn team gegijzeld door een ontevreden kijker, Kyle Budwell, die al zijn geld verloor nadat hij een van de adviezen van Gates opgevolgd had. Budwell dreigt hem te vermoorden indien Gates er niet in slaagt een aandeel met 24,5% te doen stijgen voor het sluiten van de beurs.

## Rolverdeling
| Acteur             | Personage              |
| ------------------ | ---------------------- |
| George Clooney     | Lee Gates              |
| Julia Roberts      | Patty Fenn             |
| Jack O'Connell     | Kyle Budwell           |
| Dominic West       | Walt Camby             |
| Caitriona Balfe    | Diane Lester           |
| Christopher Denham | Ron Sprecher           |
| Giancarlo Esposito | Kapitein Marcus Powell |
| Emily Meade        | Molly                  |
| Grant Rosenmeyer   | Dave                   |
| Chris Bauer        | Luitenant Nelson       |

## Productie
In februari werd de film aangekondigd als eerste project van de nieuw opgerichte filmmaatschappij Allegiance Theater, van Daniel Dubiecki. In oktober 2012 werd Jodie Foster aangeduid als regisseur en op 8 mei 2014 werd aangekondigd dat George Clooney de hoofdrol zou spelen. De filmopnames gingen van start op 27 februari 2015 in New York.